# Lee Jang-woo
Lee Jang-woo (hangul: 이장우), es un actor y cantante surcoreano, conocido por haber interpretado a Oh Ja-ryong en la serie Here Comes Mr. Oh.

## Biografía
Estudió en las Universidades de Dongguk y en la de Seokyeong.
Su primo es el cantante surcoreano Hwanhee.
El 26 de abril de 2016 se enlistó para realizar su servicio militar obligatorio, el cual finalizó el 25 de enero de 2018.
Salió con la actriz Oh Yeon-seo, pero la relación terminó.

## Carrera
Ees miembro de la agencia Hunus Entertainment (후너스엔터테인먼트). Previamente formó parte de la agencia "Made M".
Ha aparecido en sesiones fotográficas para "Allure", "Vogue Girl", entre otros...
En el 2009 formó parte del grupo "24/7" junto a No Min-woo y Hyun Woo, el grupo lanzó el sencillo 24 Hours a Day, 7 Days a Week, más tarde se separaron.
En 2011 se unió al elenco de la tercera temporada del programa We Got Married donde formó pareja con la cantante Ham Eun-jung.
En el 2012 se unió al elenco principal de la serie Here Comes Mr. Oh donde dio vida a Oh Ja-ryong.
En 2014 dio vida a Park Cha-dol en la serie Rosy Lovers.
En el 2016 participó por segunda vez en el programa ahora durante la decimonovena temporada del programa Law of the Jungle in Panama donde participó junto a Kim Byung-man, Hong Jong-hyun, Son Eun-seo, Oh Ji-ho, Ahn Se-ha, Park Yu-hwan, Bora, Hwanhee, Hwang Woo-seul-hye y Lee Jong-won.
En agosto del 2018 se anunció que se uniría al elenco principal de la serie My Only One (también conocida como "The Only One On My Side"), donde da vida a Wang Dae-ryuk, al amable director de "Wang Ho Foods".
El 21 de agosto del 2019 se aunió al elenco principal de la serie de misterio Graceful Family donde dio vida al abogado Heo Yoon-do, quien carece de conexiones para continuar su carrera, por lo que no tiene mucho que ofrecer, hasta el final de la serie el 17 de octubre del mismo año.
El 19 de septiembre de 2020 se unió al elenco principal de la serie Homemade Love Story (también conocida como "Oh! Samkwang Villa") donde da vida al inteligente y atractivo arquitecto Woo Jae-hee, un hombre sencillo que se enoja fácilmente, hasta ahora.

## Filmografía

### Series de televisión

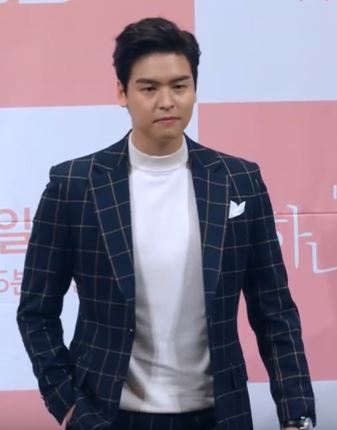
Lee Jang-woo en septiembre del 2018.

| Año         | Título                         | Personaje             | Notas         |
| ----------- | ------------------------------ | --------------------- | ------------- |
| 2023        | The Heavenly Idol              | Mawang - Shin Jo-woon | [ 13 ]        |
| 2020        | Homemade Love Story            | Woo Jae-hee           | [ 14 ] [ 15 ] |
| 2019        | Graceful Family                | Heo Yoon-do           | 16 episodios  |
| 2018 - 2019 | My Only One                    | Wang Dae-ryuk         | -             |
| 2016        | Infinite Royal Graciousness    | Song Jin              | -             |
| 2014        | Rosy Lovers                    | Park Cha-dol          | -             |
| 2013        | Pretty Man                     | David Choi            | 16 episodios  |
| 2012        | Here Comes Mr. Oh              | Oh Ja-ryong           | 129 episodios |
| 2012        | I Do, I Do                     | Park Tae-kang         | -             |
| 2011        | Glory Jane                     | Seo In-woo            | -             |
| 2011        | Drama Special - "Human Casino" | Lee Jae-sung          | -             |
| 2010        | Smile Again                    | Kim Do-jin            | -             |
| 2009        | Three Brothers                 | Baek Ma-tan           | -             |
| 2009        | Tae-hee, Hye-kyo, Ji-hyun      | Choi Jang-woo         | -             |
| 2008        | Kokkiri (Elephant)             | -                     | -             |
| 2006        | 90 Days, Time to Love          | -                     | -             |
| 2006        | Hello Franceska                | -                     | -             |

### Películas
| Año  | Título            | Personaje  | Notas                                                                                   |
| ---- | ----------------- | ---------- | --------------------------------------------------------------------------------------- |
| 2010 | Villain and Widow | Oficial Oh | junto a Han Suk-kyu, Kim Hye-soo, Choi Daniel, Kim Ki-chun, Park Ji-bin y Park Won-sang |

### Programas de variedades
| Año         | Programa                    | Notas                                         |
| ----------- | --------------------------- | --------------------------------------------- |
| 2021        | Countryside Western Cuisine | miembro                                       |
| 2016        | Law of the Jungle in Panama | 8 episodios (Ep. #195 - 202) - miembro        |
| 2011 - 2012 | We Got Married              | (Ep. 81-132) - miembro - junto a Ham Eun-jung |

### Presentador
| Año  | Programa   | Notas       |
| ---- | ---------- | ----------- |
| 2012 | Music Bank | junto a Uee |

### Videos musicales
| Año  | Artista/Grupo                  | Canción             | Notas                                               |
| ---- | ------------------------------ | ------------------- | --------------------------------------------------- |
| 2014 | -                              | "I Love Korea"      | junto a Jo Sung Min, Kim Hyung-joong y Fiestar      |
| 2011 | Zia                            | "The Way I Am"      | apareció en el video musical                        |
| 2011 | T-ara                          | "Bo Peep Bo Peep"   | apareció en el video musical de la versión japonesa |
| 2011 | Hwanhee                        | "Love Pain"         | apareció en el video musical                        |
| 2010 | Son Dong-woon & Kang Min-kyung | "Udon"              | apareció en el video musical                        |
| 2010 | JeA & G.O                      | "Because You Sting" | apareció en el video musical                        |

## Premios y nominaciones
| Año  | Categoría                                     | Premio                                      | Trabajo                        | Resultado |
| ---- | --------------------------------------------- | ------------------------------------------- | ------------------------------ | --------- |
| 2020 | Excellence Award – Actor in a Long Drama      | 34th KBS Drama Awards                       | Homemade Love Story            | Ganó      |
| 2020 | Best Couple Award (junto a Jin Ki-joo)        | 34th KBS Drama Awards                       | Homemade Love Story            | Ganaron   |
| 2020 | Best Couple Award (junto a Jeong Bo-seok)     | 34th KBS Drama Awards                       | Homemade Love Story            | Ganaron   |
| 2020 | Top Excellence Award, Actor in a Serial Drama | 7th APAN Star Award                         | Homemade Love Story            | Nominado  |
| 2018 | Excellence (Long Length Drama)                | KBS Drama Award                             | My Only One                    | Ganó      |
| 2018 | Best Couple (junto a Uee)                     | KBS Drama Award                             | My Only One                    | Ganaron   |
| 2014 | Excellence Award, Actor in a Serial Drama     | 33rd MBC Drama Award                        | Rosy Lovers                    | Ganó      |
| 2014 | Best Couple (junto a Han Sun-hwa)             | 33rd MBC Drama Award                        | Rosy Lovers                    | Nominados |
| 2013 | Excellence Award, Actor in a Drama            | 21st Korean Culture and Entertainment Award | Here Comes Mr. Oh              | Ganó      |
| 2012 | New Star Award                                | 7th Asia Model Festival Award               | -                              | Ganó      |
| 2012 | Best New Actor                                | 31st MBC Drama Award                        | I Do, I Do y Here Comes Mr. Oh | Ganó      |
| 2011 | Best New Actor                                | 25th KBS Drama Award                        | Smile Again y Glory Jane       | Ganó      |
| 2011 | Best Male Newcomer in a Variety Show          | 11th MBC Entertainment Award                | We Got Married                 | Nominado  |